# Holubovaniella
Holubovaniella — рід грибів. Класифіковано у 1985 році.

## Класифікація
До роду Holubovaniella відносять 2 види:
- Holubovaniella elegans
- Holubovaniella gracilis